# Ciào Smiles
Ciào Smiles（ちゃおスマイルズ）は、日本の女性アイドルグループ。少女漫画雑誌『ちゃお』のモデル「ちゃおガール」の選抜メンバーで2016年に結成し、2021年3月末に活動を終了した。

## 概要
少女漫画雑誌『ちゃお』のモデル「ちゃおガール」で結成された女性アイドルグループであり、メンバーは全員「ちゃおガールオーディション」の出身者である。
2016年3月に、黒澤美澪奈、小林もも、加藤結、宮田くるみ、新谷ゆづみ、植村友結、小島華蓮の7名によってグループが結成される事が『ちゃお』4月号の誌面で告知され、同年7月に1stシングル『虹色スマイル』を発売した。
2017年1月14日、田中美空とロワ梨里愛の加入、および黒澤美澪奈の卒業が発表された。
7月7日にDVDシングル『Song for you』を発売。
同年9月26日に、先月のオーディションでグランプリを受賞した並木彩華が『キラリ!Ciào Smiles』#6 にて新メンバーとして登場。
2017年10月、公式サイト上でメンバーが宮田くるみ、新谷ゆづみ、植村友結、小島華蓮、田中美空、ロワ梨里愛、並木彩華の7人体制になった。
2018年3月の『キラリ!Ciào Smiles』#10に、小林ももと加藤結が出演し、視聴者とメンバーに向けて別れの挨拶を述べた。
同年6月に楽曲「chance!!!」をミュージックカードで発売、7月7日にはCD+DVD盤も発売された。
2018年8月、体調不良により小島華蓮がCiào Smilesとちゃおガールの活動を終了し、アミューズとの契約も終了した事が発表された。
2018年12月、公式サイト上でメンバーが宮田くるみ、新谷ゆづみ、植村友結、田中美空、ロワ梨里愛、並木彩華、照内心陽の7人体制になった。
2019年4月、公式サイト上でメンバーが田中美空、ロワ梨里愛、並木彩華、照内心陽の4人体制になった。
2019年7月、公式サイト上でメンバーが田中美空、ロワ梨里愛、並木彩華、照内心陽、大島美優の5人体制になった。同月7日、『Singing in the Summer』のミュージックビデオがちゃお公式YouTubeチャンネル「ちゃおチャンネル」にて公開。
2020年9月、公式サイト上でメンバーが田中美空、ロワ梨里愛、並木彩華、照内心陽、大島美優、根岸実花の6人体制になった。同月28日、『ミラクル・ガール』のミュージックビデオがちゃお公式YouTubeチャンネル「ちゃおチャンネル」にて公開。
2021年3月22日、ツイッターのCiào Smiles公式アカウントにて、Ciào Smilesとしての活動を同年3月末で終了し、以降はちゃおガールとしての活動を充実させていく方針が発表された。

## メンバー

### 最終メンバー
| 名前                         | 生年月日       | 出身地 | 愛称   | 受賞歴                                       | 活動期間               | 備考                                |
| ---------------------------- | -------------- | ------ | ------ | -------------------------------------------- | ---------------------- | ----------------------------------- |
| 田中美空 （たなか みく）     | 2006年6月18日  | 大分県 | みく   | ちゃおガール2016☆オーディション グランプリ   | 2017年1月 - 2021年3月  | さくら学院（2017年5月 - 2021年8月） |
| ロワ梨里愛 （ろわ りりあん） | 2006年5月30日  | 東京都 | りり   | ちゃおガール2016☆オーディション 準グランプリ | 2017年1月 - 2021年3月  | -                                   |
| 並木彩華 （なみき あやか）   | 2007年4月18日  | 千葉県 | あやか | ちゃおガール2017☆オーディション グランプリ   | 2017年9月 - 2021年3月  | -                                   |
| 照内心陽 （てるうち こはる） | 2007年4月14日  | 北海道 | こはる | ちゃおガール2018☆オーディション グランプリ   | 2018年12月 - 2021年3月 | -                                   |
| 大島美優 （おおしま みゆ）   | 2009年11月19日 | 埼玉県 | みゆ   | ちゃおガール2018☆オーディション 準グランプリ | 2019年7月 - 2021年3月  | -                                   |
| 根岸実花 （ねぎし みか）     | 2008年2月6日   | 群馬県 | みか   | ちゃおガール2019☆オーディション グランプリ   | 2020年9月 - 2021年3月  | おにぱんず!（2022年4月 - ）         |

### 元メンバー
同じアミューズ所属のさくら学院と同様、メンバーは中学校卒業と同時にCiào Smilesも卒業していた。
| 名前                           | 生年月日       | 出身地   | 愛称           | 受賞歴                                       | 活動期間            | 備考                                 |
| ------------------------------ | -------------- | -------- | -------------- | -------------------------------------------- | ------------------- | ------------------------------------ |
| 黒澤美澪奈 （くろさわ みれな） | 2001年5月22日  | 東京都   | みれな         | ちゃおガール2009☆オーディション スマイル賞   | 2016年 - 2016年12月 | さくら学院（2015年5月 - 2017年3月）  |
| 小林もも （こばやし もも）     | 2003年2月7日   | 山梨県   | もも           | ちゃおガール2012☆オーディション 準グランプリ | 2016年 - 2017年8月  | -                                    |
| 加藤結 （かとう ゆい）         | 2002年12月30日 | 東京都   | ゆい、かとゆい | ちゃおガール2013☆オーディション 準グランプリ | 2016年 - 2017年8月  | -                                    |
| 小島華蓮 （こじま かれん）     | 2006年4月15日  | 岐阜県   | かれん         | ちゃおガール2015☆オーディション 準グランプリ | 2016年 - 2018年8月  | -                                    |
| 宮田くるみ （みやた くるみ）   | 2003年12月8日  | 千葉県   | くるみん       | ちゃおガール2014☆オーディション グランプリ   | 2016年 - 2019年3月  | おはガール（2017年10月 - 2019年3月） |
| 新谷ゆづみ （しんたに ゆづみ） | 2003年7月20日  | 和歌山県 | ゆづみん       | ちゃおガール2014☆オーディション 準グランプリ | 2016年 - 2019年3月  | さくら学院（2016年5月 - 2019年3月）  |
| 植村友結 （うえむら ゆい）     | 2003年11月22日 | 埼玉県   | ゆいゆい       | ちゃおガール2015☆オーディション グランプリ   | 2016年 - 2019年3月  | -                                    |

## 略歴

### 2016年
- 3月、結成が告知される[3]。
- 5月18日、公式ツイッターアカウントを開設[11]。
- 7月7日、1stCDシングル『虹色スマイル』を発売。「すまいるキャンペーン」と銘打ち[12]、タワーレコード秋葉原店、新宿店、渋谷店を訪問した[4]。
- 7月12日、タワーレコード渋谷店にて、「Ciào Smilesデビューシングル『虹色スマイル』発売記念イベント」を開催[13]。
- 7月24日、神戸国際展示場にて行われた「ちゃおサマーフェスティバル2016」に、小林、加藤が出演[14]。
- 8月6日・7日、TOKYO IDOL FESTIVAL 2016に出演[15]。6日のDOLL FACTORYにて初めてのライブパフォーマンスを行う。
- 8月20日・21日、パシフィコ横浜にて行われた「ちゃおサマーフェスティバル2016」に出演[15]。20日は「Ciào Smilesステージ」にて黒澤、新谷を除く5人で、21日は「ちゃおガール2016☆オーディション」にて全員でパフォーマンスを行った。黒澤にとって最後のイベント出演となった。
- 10月16日、越谷レイクタウンにて行われた「ちゃおツアー2016」に出演[16]。「ちゃおステージ」にて小林、加藤、宮田、植村がパフォーマンスを行った。

### 2017年
- 1月14日、『キラリ!Ciào Smiles』#2 にて田中、ロワの加入、また黒澤が2016年いっぱいで卒業したことが発表された[5]。
- 7月7日、DVDシングル『Song for you』を発売。
- 8月19日・20日、パシフィコ横浜にて行われた「ちゃおサマーフェスティバル2017」に出演。小林、加藤にとって最後のイベント出演となった。
- 9月26日、『キラリ!Ciào Smiles』#6 にて並木が新メンバーとして初登場。
- 10月、公式サイト上でメンバーが宮田、新谷、植村、小島、田中、ロワ、並木の7人体制になった。

### 2018年
- 3月30日、『キラリ!Ciào Smiles』#10 にて、小林、加藤の口から卒業することが発表された。
- 7月7日、2ndCDシングル『chance!!!』を発売。
- 7月22日、イオンモール堺鉄砲町にて行われた「ちゃおサマーフェスティバル2018」に、宮田、並木が出演[17]。
- 7月29日、イオンモール福岡にて行われた「ちゃおサマーフェスティバル2018」に、新谷、植村が出演[18]。
- 8月20日、小島の活動終了が発表された。
- 8月25日・26日、パシフィコ横浜にて行われた「ちゃおサマーフェスティバル2018」に出演。
- 12月、公式サイト上でメンバーが宮田、新谷、植村、田中、ロワ、並木、照内の7人体制になった。

### 2019年
- 4月、公式サイト上でメンバーが田中、ロワ、並木、照内の4人体制になった。
- 7月、公式サイト上でメンバーが田中、ロワ、並木、照内、大島の5人体制になった。
- 7月7日、『Singing in the Summer』のミュージックビデオがちゃお公式YouTubeチャンネル「ちゃおチャンネル」にて公開。

### 2020年
- 9月、公式サイト上でメンバーが田中、ロワ、並木、照内、大島、根岸の6人体制になった。
- 9月28日、『ミラクル・ガール』（1990年の永井真理子の曲のカバー）のミュージックビデオがちゃお公式YouTubeチャンネル「ちゃおチャンネル」にて公開。

### 2021年
- 3月22日、ツイッターのCiào Smiles公式アカウントにて、Ciào Smilesとしての活動を同年3月末で終了することを発表[2]。

## 作品

### シングル
| # | 発売日       | タイトル     | 規格品番            | 販売形態                         | 備考 |
| - | ------------ | ------------ | ------------------- | -------------------------------- | --- |
| 1 | 2016年7月7日 | 虹色スマイル | AKCD-0002 AKCD-0003 | CD＋DVD CD                       | アスマート・タワーレコード店頭限定                                                                      |
| 2 | 2017年7月7日 | Song for you | AKDV-0001 AKDV-0002 | DVD＋ポシェット DVD+ブックレット | アスマート・タワーレコード店頭限定                                                                      |
| 3 | 2018年7月7日 | chance!!!    | AKCD-0004           | CD＋DVD                          | 6月に表題曲の「chance!!!」のみ、専用のミュージックカードにて先行発売 アスマート・タワーレコード店頭限定 |

### タイアップ
| 楽曲         | タイアップ                                                          | 収録作品                      |
| ------------ | ------------------------------------------------------------------- | ----------------------------- |
| 虹色スマイル | 小学館『ちゃお』 付録DVD「ちゃおちゃおTV! 2016年8月号」テーマソング | 1stCDシングル『虹色スマイル』 |
| Song for you | 小学館『ちゃお』 付録DVD「ちゃおちゃおTV! 2017年」テーマソング      | DVDシングル『Song for you』   |
| chance!!!    | 小学館『ちゃお』 付録DVD「ちゃおちゃおTV! 2018年」テーマソング      | 2ndCDシングル『chance!!!』    |

## ライブ・イベント
2016年
- Ciào Smilesデビューシングル『虹色スマイル』発売記念イベント（7月12日、タワーレコード渋谷店4Fイベントスペース）
- ちゃおサマーフェスティバル2016（7月24日、神戸国際展示場）
- TOKYO IDOL FESTIVAL 2016（8月6日・7日、お台場・青海特設会場）
- ちゃおサマーフェスティバル2016（8月20日・21日、パシフィコ横浜）[19]
- ちゃおツアー2016（10月16日、越谷レイクタウン）

2017年
- 『Song for you』発売記念 ミニライブ&抽選会（7月7日、タワーレコード渋谷店地下1階）[20]
- 『Song for you』発売記念 ミニライブ（7月8日、セブンパーク アリオ柏 スマイルパーク）[21]
- 京王スペシャルステージ（8月14日、京王百貨店新宿店）[22]
- ちゃおサマーフェスティバル2017（8月19日・20日、パシフィコ横浜）[23][24]
- 新宿まちフェス2017（10月14日、京王百貨店新宿店、小田急百貨店新宿本館）
- ジャック・オー・ランド（10月21日、横浜アリーナ）[25]

2018年
- Ciào Smiles 2nd Single「chance!!!」リリース記念イベント（7月7日、よみうりランド 太陽の広場）[26][注 4]
- Ciào Smiles 2nd Single「chance!!!」リリース記念イベント（7月15日、ダイバーシティ東京プラザ 2Fフェスティバル広場）[26][注 4]
- ちゃおサマーフェスティバル2018（7月22日、イオンモール堺鉄砲町）
- ちゃおサマーフェスティバル2018（7月29日、イオンモール福岡）
- ちゃおサマーフェスティバル2018（8月25日・26日、パシフィコ横浜）

## 出演

### テレビ
- おはスタ（2018年5月28日、テレビ東京） - 楽曲「chance!!!」を披露した。

### インターネット
- キラリ!Ciào Smiles（2016年8月28日 - ）[29][注 5]
  - 第1回（2016年8月28日、LINE LIVE）：加藤、植村
  - 第2回（2017年1月14日、LINE LIVE）：小林、加藤、宮田、新谷、植村、小島、田中、ロワ
  - 第3回（2017年5月20日、YouTube Live）：小林、宮田、小島、ロワ[30][注 6]
  - 第4回（2017年6月17日、YouTube Live）：加藤、新谷、植村、田中
  - 第5回（2017年8月10日、YouTube Live）：小林、加藤、宮田、新谷、植村、小島、田中、ロワ
  - 第6回（2017年9月26日、YouTube Live）：宮田、新谷、植村、小島、田中、ロワ、並木
  - 第7回（2017年12月22日、YouTube Live）：宮田、植村、小島、並木
  - 第8回（2018年1月20日、YouTube Live）：宮田、新谷、植村
  - 第9回（2018年2月23日、YouTube Live）：新谷、植村、田中、ロワ
  - 第10回（2018年3月30日、YouTube Live）：小林、加藤、宮田、新谷、植村、小島、田中、ロワ、並木
  - 第11回（2018年4月27日、YouTube Live）：新谷、植村、並木
  - 第12回（2018年5月25日、YouTube Live）：宮田、小島、田中、ロワ
  - 第13回（2018年7月1日、YouTube Live）：宮田、植村、小島、ロワ
- 南波一海のアイドル三十六房特別編 Ciào Smiles初登場SP!〜DVDシングル「Song for you」発売記念 ミニライブ〜（2017年7月7日、FRESH!）